# توحيد الحاكمية
توحيد الحاكمية أو حاكمية الله هو أحد أوجه توحيد الله في الإسلام، ويُقصد به إفراد الله  وحده في الحكم والتشريع وأنه لا يُشرك في حكمه أحدًا من خلقه، ورفض ما دون حكم الله من تشريعات وضعية جاهلية فهماً من قول الله تعالى: ﴿إِنِ الْحُكْمُ إِلَّا لِلَّهِ ۚ أَمَرَ أَلَّا تَعْبُدُوا إِلَّا إِيَّاهُ﴾ وقوله تعالي: ﴿وَاللَّهُ يَحْكُمُ لَا مُعَقِّبَ لِحُكْمِهِ﴾ وقوله ﴿إِنَّ اللَّهَ يَحْكُمُ مَا يُرِيدُ﴾ وقوله: ﴿وَلَا يُشْرِك فِي حُكْمه أَحَدًا﴾ وقوله ﴿وَأَنِ احْكُمْ بَيْنَهُمْ بِمَا أَنْزَلَ اللَّهُ وَلَا تَتَّبِعْ أَهْوَاءَهُمْ﴾ وقوله: ﴿أَفَحُكْمَ الْجَاهِلِيَّةِ يَبْغُونَ ۚ وَمَنْ أَحْسَنُ مِنَ اللَّهِ حُكْمًا لِّقَوْمٍ يُوقِنُونَ﴾ وقوله: ﴿وَمَا اخْتَلَفْتُمْ فِيهِ مِنْ شَيْءٍ فَحُكْمُهُ إِلَى اللَّهِ﴾ وقال: ﴿وَإِنْ أَطَعْتُمُوهُمْ إِنَّكُمْ لَمُشْرِكُونَ﴾ وقوله: ﴿وَمَن لَّمْ يَحْكُم بِمَا أَنزَلَ اللّهُ فَأُوْلَئِكَ هُمُ الْكَافِرُونَ﴾ وقوله: ﴿وَمَنْ لَمْ يَحْكُمْ بِمَا أَنْزَلَ اللَّهُ فَأُولَئِكَ هُمُ الظَّالِمُونَ﴾ وقوله: ﴿وَمَن لَّمْ يَحْكُم بِمَا أَنزَلَ اللَّهُ فَأُولَٰئِكَ هُمُ الْفَاسِقُونَ﴾، ﴿أَلَمْ تَرَ إِلَى الَّذِينَ يَزْعُمُونَ أَنَّهُمْ آمَنُوا بِمَا أُنْزِلَ إِلَيْكَ وَمَا أُنْزِلَ مِنْ قَبْلِكَ يُرِيدُونَ أَنْ يَتَحَاكَمُوا إِلَى الطَّاغُوتِ وَقَدْ أُمِرُوا أَنْ يَكْفُرُوا بِهِ وَيُرِيدُ الشَّيْطَانُ أَنْ يُضِلَّهُمْ ضَلَالًا بَعِيدًا﴾.

## محتواها
يُعتبر مبدأ الحاكمية أو توحيد الحاكمية أحد أبرز المصطلحات الدينية التي اتخذتها المذاهب والتيارات الإسلامية في تأصيل موقفها من الحكم والحاكم ومؤسسات الدولة كافة، ورفض بعض تلك الجماعات الاشتغال بالعمل السياسي في البرلمان كونه يشرع قوانين من وضع الإنسان وهي شكل من أشكال منازعة الله في إحدى اختصاصاته في التشريع، فضلاً عن رفضهم الدستور الوضعي؛ كونه ينص على أن السيادة للشعب وهو ما ينازع الله أيضاً في سيادته على الجميع.
فالله هو الحكم العدل له الحكم والأمر لا شريك له في حكمه وتشريعه. فكما أن الله لا شريك له في الملك وفي تدبير شؤون الخلق كذلك لا شريك له في الحكم والتشريع، وفي الحديث عن محمد ﷺ أنه قال:«إن الله هو الحَكَمُ، وإليه الحكمُ.»

## النشأة
الاستعمال الأول لنظرية الحاكمية كان أثناء معركة صفين بين علي بن أبي طالب، ومعاوية ابن أبي سفيان، وكان السبب في ظهور النظرية هو أن فريقاً من جيش علي رأى في رفع المصاحف من قبل جيش معاوية دعوة للاحتكام إلى كتاب الله، بينما رأى علي بن أبي طالب أن الأمر لا يعدو كونه خدعة الهدف منها كسب الوقت والالتفاف على نتائج المعركة التي كانت في طريقها للحسم على يدي جيش علي، لكن المناصرين لفكرة الاحتكام لكتاب الله خيروا علياً بين النزول على رأيهم وبين الحرب مدعين أن رفض الاحتكام لكتاب الله كفر فما كان من علي بن أبي طالب إلا أن رد عليهم:«هذا كتاب الله بين دفتي المصحف صامت لا ينطق ولكن يتكلم به الرجال.» أي أن القرآن يخضع في النهاية للتفسيرات البشرية المختلفة طالما أن الوحي رفع بانتقال محمد ﷺ إلى الرفيق الأعلى.

## آراء العلماء
اختلف العلماء المعاصرون في هذا القسم، فمنهم من جعله من أقسام التوحيد أي قسم مستقل بأسم «توحيد الحاكمية»، ومنهم من جعله داخلًا ضمن توحيد الألوهية أو الربوبية، ولكن يجمع العلماء أن الحاكمية من التوحيد.
ومما استدل به المثبتون له كقسم من أقسام التوحيد: أن الله  وصف المشرع من دونه بأنه ندٌّ وشريك له؛ كما قال تعالى: ﴿أَمْ لَهُمْ شُرَكَاءُ شَرَعُوا لَهُمْ مِنَ الدِّينِ مَا لَمْ يَأْذَنْ بِهِ اللَّهُ﴾، وقال تعالى: ﴿مَا لَهُمْ مِنْ دُونِهِ مِنْ وَلِيٍّ وَلَا يُشْرِكُ فِي حُكْمِهِ أَحَدًا﴾
قال ابن أبي العزّ الحنفي [ في شرح الطحاويّة، ص: 200 ] في معرِض ذِكرِ ما يجب على الأمّة تجاه نبيّها ﷺ: «فنوحّده بالتحكيم و التسليم و الانقياد و الإذعان ، كما نوحّد المرسِلَ بالعبادة و الخضوع و الذلّ و الإنابة و التوكّل ، فهما توحيدان ، لا نجاة للعبد من عذاب الله إلا بهما : توحيد المرِسل ، و توحيد متابعة الرسول ، فلا نحاكم إلى غيره ، و لا نرضى بحُكم غيره»
وعن عدي بن حاتمٍ قال: أتيت النبي ﷺ، وفي عُنقي صليبٌ من ذهبٍ، قال: فسمعته يقول:﴿اتَّخَذُوا أَحْبَارَهُمْ وَرُهْبَانَهُمْ أَرْبَابًا مِنْ دُونِ اللَّهِ﴾ [التوبة: 31]"، قال: قلت: يا رسول الله، إنهم لم يكونوا يعبدونهم، قال: ((أجل، ولكن يحلُّون لهم ما حرم الله، فيستحلونه، ويحرِّمون عليهم ما أحَلَّ الله، فيحرِّمونه؛ فتلك عبادتهم لهم))
وقال ابن تيمية في «منهاج السنة النبوية» (5 / 130): «ولا ريب أن من لم يعتقد وجوب الحكم بما أنزل الله على رسوله فهو كافرٌ، فمن استحل أن يحكم بين الناس بما يراه هو عدلًا من غير اتباعٍ لما أنزل الله فهو كافرٌ؛ فإنه ما من أمةٍ إلا وهي تأمر بالحكم بالعدل، وقد يكون العدل في دِينها ما رآه أكابرهم... فهؤلاء إذا عرَفوا أنه لا يجوز الحكم إلا بما أنزل الله فلم يلتزموا ذلك، بل استحلوا أن يحكموا بخلاف ما أنزل الله - فهم كفارٌ»
وقال الشنقيطي في "أضواء البيان" (7 / 150) عند قوله تعالى: ﴿ وَمَا اخْتَلَفْتُمْ فِيهِ مِنْ شَيْءٍ فَحُكْمُهُ إِلَى اللَّهِ ذَلِكُمُ اللَّهُ رَبِّي عَلَيْهِ تَوَكَّلْتُ وَإِلَيْهِ أُنِيبُ ﴾ [الشورى: 10]: "ما دلت عليه هذه الآية الكريمة من أن ما اختَلَف فيه الناس من الأحكام فحكمه إلى الله وحده لا إلى غيره، جاء موضَّحًا في آيات كثيرة؛ فالإشراك بالله في حُكمه كالإشراك به في عبادته؛ قال في حُكمه: ﴿ قُلِ اللَّهُ أَعْلَمُ بِمَا لَبِثُوا لَهُ غَيْبُ السَّمَوَاتِ وَالْأَرْضِ أَبْصِرْ بِهِ وَأَسْمِعْ مَا لَهُمْ مِنْ دُونِهِ مِنْ وَلِيٍّ وَلَا يُشْرِكُ فِي حُكْمِهِ أَحَدًا ﴾ [الكهف: 26]، وفي قراءة ابن عامر من السبعة: (وَلَا تُشْرِكْ فِي حُكْمِهِ أَحَدًا)، وقال في الإشراك به في عبادته: ﴿ وَلَا يُشْرِكْ بِعِبَادَةِ رَبِّهِ أَحَدًا ﴾ [الكهف: 110]، فالأمرانِ سواءٌ، وبذلك تعلَم أن الحلال ما أحَلَّه الله، وأن الحرام ما حرَّمه الله، والدِّين هو ما شرعه الله؛ فكل تشريع من غيره باطل، والعمل به بدل تشريع الله عند من يعتقد أنه مثله، أو خير منه - كفرٌ بواحٌ لا نزاع فيه، وقد دل القرآن في آيات كثيرة على أنه لا حكم لغير الله، وأن اتباع تشريع غيره كفرٌ به.

## منظريها
العديد من الباحثين يتجه إلى أن مفهوم الحاكمية ليس مفهوماً أصولياً وإنما طرحه - أول ما طرحه - الخوارج؛ اعتراضاً على واقعة التحكيم بين الإمام علي بن أبي طالب ومعاوية بن أبي سفيان ثم أعاد طرحه حديثاً الأستاذ أبو الأعلى المودودي وترجمه إلى العربية سيد قطب خاصة في كتابه معالم في الطريق وتفسيره في ظلال القرآن.
ثم تابعهم عليه الشيخ ناصر الدين الألباني فقال: «الأول: أن تنتبهوا لأمر خفي على كثير من الشباب المؤمن المثقف اليوم فضلا عن غيرهم وهو أنهم في الوقت الذي علموا فيه - بفضل جهود وكتابات بعض الكتاب الإسلاميين مثل السيد قطب رحمه الله تعالى والعلامة المودودي حفظه الله وغيرهما أن حق التشريع إنما هو لله تعالى وحده لا يشاركه فيه أحد من البشر أو الهيئات وهو ما عبروا عنه ب» الحاكمية لله تعالى«وذلك صريح تلك النصوص المتقدمة في أول هذه الكلمة من الكتاب والسنة» 
ومن الكتب التي تناولت هذا الجانب من توحيد الحاكمية القرآن ثم كتب السنة النبوية ثم كتب العقائد ككتب ابن تيمية وابن القيم وابن عبد الوهاب وأحفاده، ومن المعاصرين كتب سيد قطب وبخاصة منها كتابه «الظلال» و«المعالم» و«خصائص التصور» و«مقومات التصور الإسلامي» وكذلك كتب أخيه محمد قطب، ومن الكتب المتخصصة في هذا الجانب كذلك كتاب توحيد الحاكمية لـ أبي إيثار وكذلك كتب ورسائل أبي محمد المقدسي.
ويناقض هذا الرأي حيث أن بن تيمية ومن سبقوه من علماء السلف ذكروا الحاكمية ضمن أقسام التوحيد الثلاثة، وأن الدعوة إلى إفراد الله ورسوله بالحكم ليس مما ابتدعه المعاصرون بل هو من القدم، ويؤكد الباحث هاني نسيرة تأثر أبو الأعلي المودودي بتصوّر ابن تيمية فيما يخصّ التوحيد في صياغته للحاكميّة كجزء من توحيد الله.

## انتقاد
يظن بعض النقاد بأنه يمكن الاعتقاد أن رفع شعار الحاكمية لا يعني الاحتكام إلى الله بقدر ما يعني الاحتكام إلى من يعتقد أنه صاحب الحق الحصري في تفسير كتاب الله؛ مما يمنحه الحق تلقائياً في تمثيل الإرادة الإلهية على الأرض، بينما يري المنادون بالحاكمية بأن أحكام الفقه الإسلامي المجمع عليها هي من حكم الله وليست مجرد تفسير إستنادًا لقول النبي ﷺ «لا تجتمع أمتي علي ضلالة».

## مقالات ذات علاقة
- توحيد الربوبية
- توحيد الألوهية
- توحيد الأسماء والصفات
- دار الكفر ودار الإسلام
- الجاهلية الحديثة